# Eusko Alderdi Jeltzalea-Partido Nacionalista Vasco
Die Nationalpartei des Baskenlands (Eusko Alderdi Jeltzalea – Partido Nacionalista Vasco, EAJ – PNV) (deutsch: „Baskische Partei der Anhänger des J.E.L./Baskische Nationalistische Partei“) ist eine politische Partei in Spanien mit großer regionaler Bedeutung in der Autonomen Region Baskenland. Neben der nationalistischen Orientierung ist die Partei konservativ-christdemokratisch ausgerichtet. EAJ/PNV setzt sich für eine stark ausgeweitete Autonomie bzw. Unabhängigkeit des Baskenlandes ein (Plan Ibarretxe). Hierzu beruft sie sich auf das Selbstbestimmungsrecht der Völker und will eine Volksabstimmung durchführen, in der die Bevölkerung des Baskenlandes frei über ihre politische Zukunft entscheiden kann.
Seit dem Ende der Franco-Diktatur 1975 war EAJ/PNV durchgehend die stärkste politische Kraft in der Autonomen Gemeinschaft Baskenland und stellte dort, nur unterbrochen durch die Regierung von Patxi López von 2009 bis 2012, fast durchgehend den Regierungschef (Lehendakari). Seit 2024 übt Imanol Pradales dieses Amt aus. Parteivorsitzender ist seit 2013 Andoni Ortuzar.
Bei den Wahlen zum spanischen Parlament tritt die PNV nur im Baskenland an und erzielt dort regelmäßig gute Ergebnisse, wenn auch etwas schwächere als bei den Regionalwahlen. In der Legislaturperiode 2008–2012 ist sie mit sechs Abgeordneten vertreten und damit die viertstärkste Partei. Auf europäischer Ebene ist sie Mitglied der Europäischen Demokratischen Partei und 2004–2009 mit einem Abgeordneten im Europäischen Parlament vertreten.

## Geschichte
Die baskische Nationalpartei wurde im Jahr 1895 vom Schriftsteller Sabino Arana Goiri gegründet und trat nach anfänglichen Wahlboykotten 1898 zur Wahl an. Der langjährige politische Führer der Partei Xabier Arzalluz übergab Anfang 2004 nach 25 Jahren den Parteivorsitz an seinen Nachfolger Josu Jon Imaz. Seit 1979 ist die PNV die stärkste Kraft im spanischen Baskenland und stellte mit einer Unterbrechung von 2009 bis 2012 durchgängig den Ministerpräsidenten der Regionalregierung (Lehendakari), zuletzt in einer Koalition mit der PSOE.
Das spanische Baskenland verfügt seit dem Jahr 1979 über einen eigenständigen Autonomiestatus. Im Oktober 2003 legte der baskische Ministerpräsident Juan José Ibarretxe, ein Zögling von Arzalluz, einen Gesetzentwurf vor, den so genannten Plan Ibarretxe, um den Autonomiestatus stark zu erweitern. Ziel ist unter anderem die Anerkennung des Selbstbestimmungsrechts des Baskenlandes, eine unabhängige Gerichtsbarkeit für das Baskenland sowie das Recht auf eigene diplomatische Vertretungen außerhalb des Baskenlandes. Dieser Gesetzentwurf wurde im baskischen Parlament im Dezember 2004 verabschiedet, im Februar 2005 aber von den Cortes Generales abgelehnt und ist damit gescheitert.
Seit der Kampfabstimmung um den Parteivorsitz im Januar 2004, bei der sich Josu Jon Imaz gegen den von Arzalluz unterstützten Joseba Egibar durchsetzte, gewann innerhalb der PNV zunächst der moderate Parteiflügel um Imaz gegenüber der stärker nationalistisch ausgerichteten Linie Egibars und Ibarretxes an Kraft. So unterstützte die PNV verschiedentlich die spanische PSOE-Minderheitsregierung unter José Luis Rodríguez Zapatero und trug insbesondere deren Politik gegenüber der baskischen Terrororganisation ETA mit. Nach dem Ende des von ETA angekündigten Waffenstillstandes im Juni 2007 verschärften sich allerdings die Konflikte zwischen den beiden Flügeln der PNV, sodass eine Spaltung der Partei drohte. Am 12. September 2007 kündigte daher Josu Jon Imaz seinen Rücktritt vom Parteivorsitz und seinen Rückzug aus der Politik an; sein Nachfolger wurde der Konsenskandidat Iñigo Urkullu, bis dahin Vorsitzender der PNV in der Provinz Vizcaya.
Zugleich sanken die Wahlergebnisse der PNV seit 2004 nach und nach ab, wovon insbesondere die PSOE profitierte. Bei den spanischen Parlamentswahlen 2008 erzielte die sozialistische PSOE erstmals in allen Regionen des Baskenlandes bessere Ergebnisse als die PNV. Bei den baskischen Regionalwahlen 2009 wurde die PNV zwar erneut stärkste Partei; allerdings verlor dabei die Regierungskoalition mit EA und EB ihre Mehrheit. Mit Unterstützung der konservativen Partido Popular (PP) konnte daher die PSOE ihren Kandidaten Patxi López als Ministerpräsidenten durchsetzen.
Nach den Wahlen 2012 stabilisierte sich die PNV als stimmenstärkste Partei bei den Wahlen zum baskischen Parlament mit einem zwischen 35 % und 40 % schwankenden Stimmenanteil und stellte mit Iñigo Urkullu für drei Legislaturperioden den Lehendakari. Zunächst in einer Minderheitsregierung und danach (2016 bis 2024) in einer Koalition mit der PSE-EE.
Bei den Wahlen 2024 verteidigte die PNV mit ihrem Kandidaten Imanol Pradales trotz Verlusten von 3,7 Prozentpunkten und 4 Sitzen diese Position und wird voraussichtlich die Koalition mit der PSE-EE fortsetzen können.
Nach den Vorwahlen zum Parteivorsitz im Februar 2025 verzichtete Andoni Ortuzar zugunsten seines Gegenkandidaten Aitor Esteban auf die Teilnahme an der entscheidenden zweiten Wahlrunde im März.

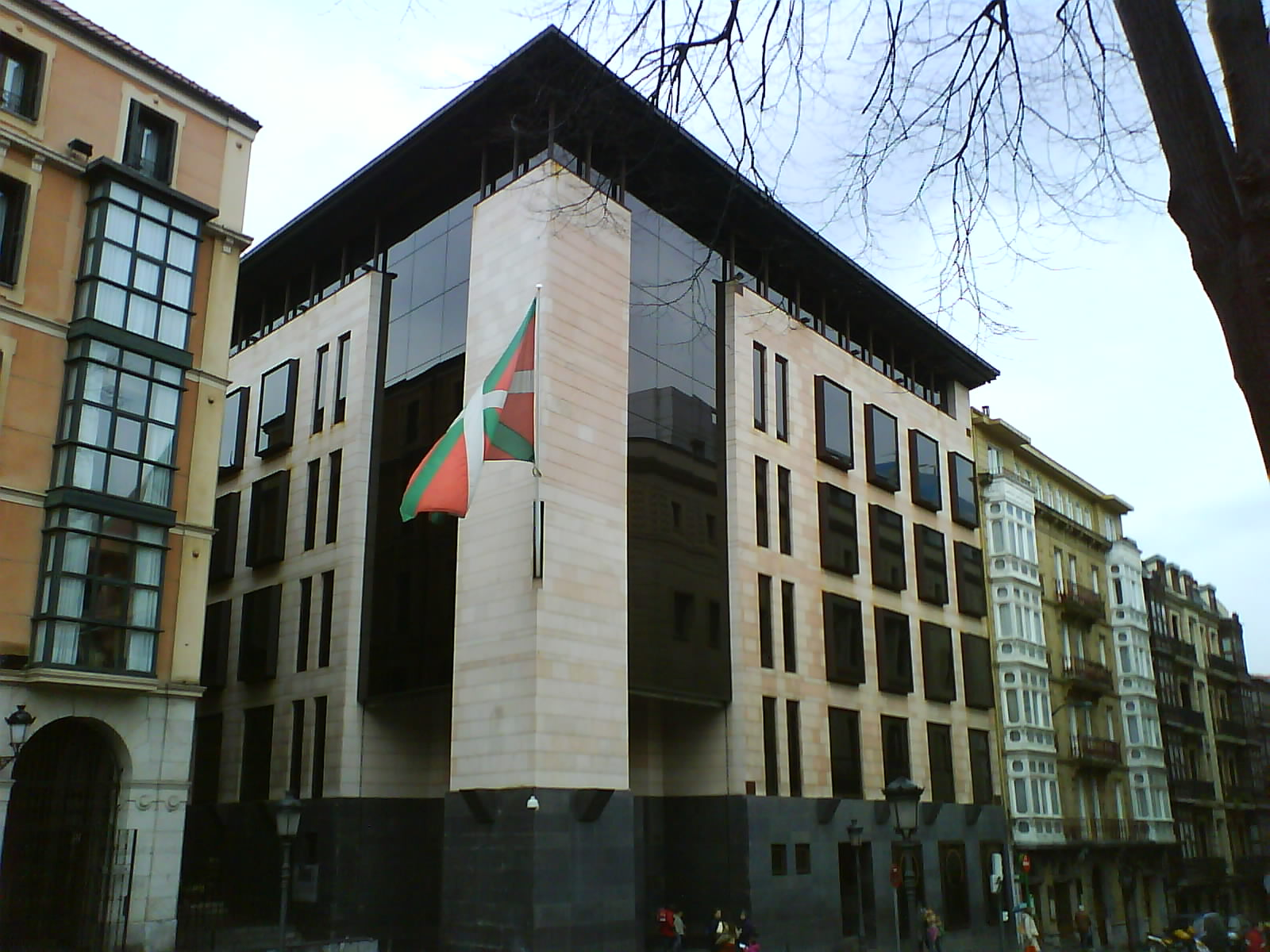
Das Sabin Etxea, Sitz des Partido Nacionalista Vasco in Bilbao
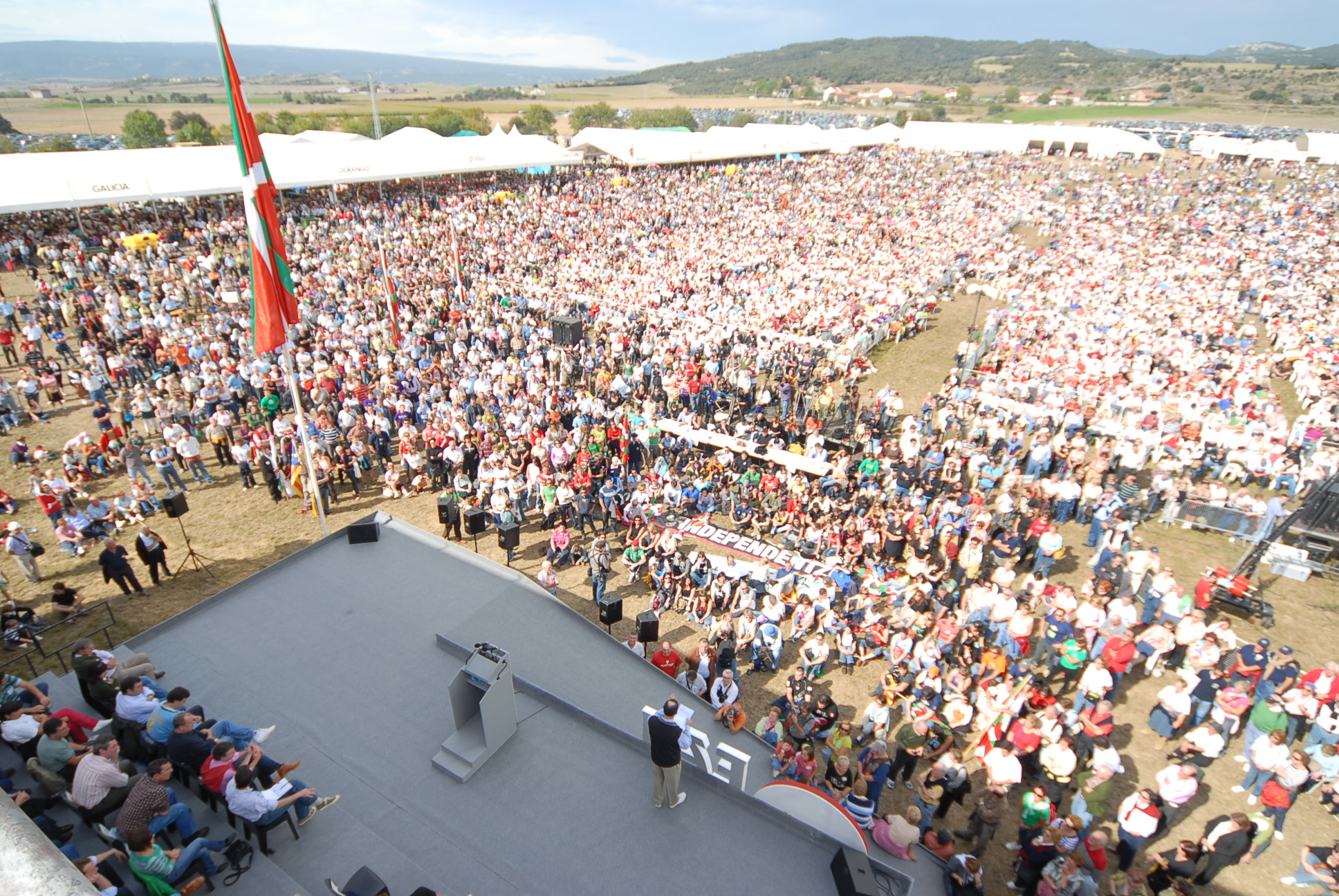
Versammlung von EAJ/PNV zum baskischen Nationalfeiertag, Alderdi Eguna 2007

### Wahlergebnisse zum Baskischen Parlament
| Jahr | Stimmenzahl | Stimmenanteil (%) | Sitze | Regierungspartei?           |
| ---- | ----------- | ----------------- | ----- | --------------------------- |
| 2024 | 368.543     | 35,02             | 27    | (vorläufiges Ergebnis)      |
| 2020 | 349.960     | 38,70             | 31    | Koalition mit PSE-EE        |
| 2016 | 398.168     | 37,36             | 28    | Koalition mit PSE-EE        |
| 2012 | 384.766     | 34,16             | 27    | Minderheitsregierung        |
| 2009 | 399.600     | 38,14             | 30    | Opposition                  |
| 2005 | 468.117     | 38,38             | 29    | Koalition mit EA und EB     |
| 2001 | 604.222     | 42,38             | 33    | Koalition mit EA            |
| 1998 | 350.322     | 27,62             | 21    | Minderheitsregierung mit EA |
| 1994 | 304.346     | 29,32             | 22    | Koalition mit PSE-EE und EA |
| 1990 | 289.701     | 28,29             | 22    | Koalition mit PSE-EE        |
| 1986 | 271.208     | 23,60             | 17    | Koalition mit PSE-EE        |
| 1984 | 451.178     | 42,01             | 32    | Minderheitsregierung        |
| 1980 | 349.102     | 38,10             | 25    | Minderheitsregierung        |

## Name
Die Partei führt den baskisch-spanischen Doppelnamen Eusko Alderdi Jeltzalea-Partido Nacionalista Vasco. Der spanische Namensteil (Partido Nacionalista Vasco) bedeutet Baskische Nationalistische Partei und ist damit keine exakte Übersetzung des baskischen Namensteils Eusko Alderdi Jeltzalea. Sabino Arana, Gründer der Partei und „Vater“ des modernen baskischen Nationalismus, fasste seine politische Vorstellungen schon vor der Gründung der Partei unter dem Schlagwort „Jaungoikoa Eta Lagizarrak“ (Gott und alte Rechte) zusammen, woraus sich das Akronym JEL entwickelte. Die Anhänger seiner Ideen bezeichneten sich als Jeltzale.